# Дабигатрана этексилат
Дабигатран (продаётся под маркой Pradaxa) — антикоагулянт, который может быть использован перорально.
Он представляет собой антикоагулянт, используемый для лечения и предотвращения образования тромбов и предотвращения инсульта у людей с фибрилляцией предсердий. В частности, используется для предотвращения образования тромбов после замены тазобедренного или коленного сустава, а также у пациентов, у которых в анамнезе уже были сгустки. Применяется для разных случаев. В некоторых случаях дабигатран является альтернативой варфарину,
Общие побочные эффекты включают кровотечение и гастрит. Другие побочные эффекты могут включать кровотечение вокруг позвоночника и аллергические реакции, такие как анафилаксия.
Не рекомендуется использовать во время беременности или кормления грудью. По сравнению с варфарином, он меньше взаимодействует с другими лекарствами.
В случае сильного кровотечения применяется антидот идаруцизумаб. Исследование, спонсированное производителем, показало, что идаруцизумаб эффективен для нейтрализации дабигатрана в течение нескольких минут.
Это прямой ингибитор тромбина. Он был разработан фармацевтической компанией «Берингер Ингельхайм».

## Применение в медицине
Дабигатран используется для предотвращения инсультов у пациентов с фибрилляцией предсердий не вызванных проблемой сердечных клапанов, а также тромбоза глубоких вен и тромбоэмболии легочной артерии у лиц, которые были обработаны в течение 5-10 дней с парентеральным антикоагулянтом (обычно низкомолекулярного гепарина), а также для предотвращения тромбоза глубоких вен и тромбоэмболии легочной артерии в некоторых случаях.
Он является таким же эффективным, как варфарин в предотвращении негеморрагических инсультов и эмболических событий у пациентов с фибрилляцией предсердий не из-за проблем с клапанами.

### Эмболия при неклапанной фибрилляции предсердий
Шансы предотвратить сосудистую смерть или ишемическое событие (включая ишемический инсульт, транзиторную ишемическую атаку, системные эмболические события и инфаркт миокарда) существенно не различались между прямыми ингибиторами тромбинов (DTI) и антагонистами витамина K (VKA), что означает, что DTI являются так же эффективны, как VKA, для предотвращения всех этих клинически значимых исходов. Дабигатран в дозе 150 мг два раза в день превосходил варфарин по этой комбинированной конечной точке. Меньшее количество серьезных геморрагических событий, включая геморрагические инсульты, наблюдалось при применении DTI, что делает эти новые препараты легко вводимыми и безопасными альтернативами скорректированной дозе варфарина. Влияние более высокой дозы дабигатрана на смертность от сосудов и ишемические события важно, поскольку оно указывает на то, что преимущество дабигатрана по сравнению с варфарином не ограничивается влиянием на кровотечение. Таким образом, в нередком клиническом сценарии, когда введение или мониторинг варфарина представляет значительные трудности, DTI кажутся многообещающими. Тем не менее, люди, принимающие DTI, по-прежнему должны находиться под тщательным наблюдением, поскольку сохраняются опасения по поводу отсутствия антидота и соблюдения режима лечения, учитывая необходимость приема дважды в день. Существует несколько дополнительных факторов, таких как сопутствующие заболевания, включая снижение функции почек, профиль побочных эффектов, стоимость и предпочтения пациентов. Следовательно, необходимость учитывать баланс пользы и риска для каждого человека не менее важна, чем при терапии АВК.

### Установка стента сердечного сосуда
Доказательства с очень низкой или средней степенью достоверности свидетельствуют об отсутствии значимой разницы в результатах эффективности пероральных антикоагулянтов (NOAC), не являющихся антагонистами витамина K, и антагонистов витамина K после чрескожных коронарных вмешательств (ЧКВ) у людей с неклапанной фибрилляцией предсердий. НОАК, вероятно, снижают риск повторной госпитализации из-за побочных эффектов по сравнению с антагонистами витамина К.
Доказательства с низкой или средней степенью достоверности предполагают, что дабигатран может снижать частоту больших и не больших кровотечений, а апиксабан и ривароксабан, вероятно, снижают частоту небольших кровотечений по сравнению с антагонистами витамина К.
Наш сетевой метаанализ не показал превосходства одного NOAC над другим ни по одному из результатов. Для получения более достоверных доказательств требуются непосредственные испытания, напрямую сравнивающие NOAC друг с другом.

## Противопоказания
Дабигатран противопоказан пациентам, которые имеют активное патологическое кровотечение, поскольку дабигатран может увеличить риск кровотечений, а также может вызвать серьезные и потенциально опасные для жизни кровотечения. Дабигатран также противопоказан больным, которые имеют в анамнезе серьезные реакции гиперчувствительности к дабигатрану (например, анафилаксия или анафилактический шок). Использование дабигатрана также следует избегать у пациентов с механическими протезами клапанов сердца в связи с повышенным риском тромбоэмболических событий (например, клапана, тромбоз, инсульт и инфаркт миокарда) и массивных кровотечений, связанных с дабигатраном в этой популяции.

## Побочные эффекты
Наиболее часто сообщаемым побочным эффектом дабигатрана является расстройство желудочно-кишечного тракта. По сравнению с людьми использующими варфарин, у пациентов, принимающих дабигатран было меньше угрожающих жизни кровотечений, реже малых и больших кровотечений, включая внутричерепные кровотечения, однако частота желудочно-кишечных кровотечений была значительно выше. Дабигатран в капсулах содержит винную кислоту, которая снижает рН желудка и необходима для надлежащего поглощения. Низкий рН ранее был связан с диспепсией; некоторые предполагают, что это играет определенную роль в повышенном риске желудочно-кишечных кровотечений.
Повышается риск инфарктов миокарда (сердечных приступов) .

## Фармакологические свойства

### Механизм действия
Дабигатран обратимо связывается с активным центром молекулы тромбина, предотвращая опосредованную тромбином активацию факторов свертывания крови. Кроме того, дабигатран может инактивировать тромбин, даже если тромбин связан с фибрином; он снижает опосредованное тромбином ингибирование фибринолиза и, следовательно, может усиливать фибринолиз.

### Фармакокинетика
Дабигатран имеет период полураспада около 12-14 ч, оказывает максимальный эффект в течение 2-3 ч после приема. Жирная пища задерживает всасывание дабигатрана, хотя биодоступность препарата не изменяется. одно исследование показало, что поглощение может быть умеренно снижено, если применяются ингибиторы протонного насоса. экскреция препарата с помощью Р-гликопротеина замедляется у пациентов, принимающих сильные ингибиторы, такие как хинидин, верапамил и амиодарон, что повышает плазменные уровни дабигатрана.

## История
Дабигатран (соединения БИБР 953) был обнаружен в составе группы химических веществ с аналогичной структурой в бензамидиновой основе тромбина ингибитор α-NAPAP (Н-Альфа-(2-naphthylsulfonylglycyl)-4-amidinophenylalanine piperidide), которое были известны с 1980-х годов в качестве мощного ингибитора различных сериновых протеаз, в частности тромбина, а также трипсином. Добавления этилового эфира и гексилокарбамида гидрофобных боковых цепей привело к биодоступности пролекарства, БИБР 1048 (дабигатрана этексилат).
18 марта 2008 года Европейским Агентством по лекарственным средствам выдано регистрационное свидетельство для Этексилата для профилактики тромбоэмболических болезней после эндопротезировании тазобедренного или коленного сустава и для неклапанной фибрилляции предсердий.
В Национальной службе здравоохранения в Великобритании одобрили использование дабигатрана для профилактики тромбов в бедренных и коленных суставах пациентов. По данным статьи Би-би-си в 2008 году, Дабигатран, как ожидается, обойдется в nhs £4.20 в день, который был похож на несколько других антикоагулянтов.
Изначально не было никакого определенного пути, чтобы отменить антикоагулянтный эффект дабигатрана в случае крупного кровотечения. в отличие от варфарина, антидот дабигатрана idarucizumab был одобрен FDA в 2015 году.
Этексилат получил уведомление о соответствии (НОК) от Министерства здравоохранения Канады на июня 10, 2008, для профилактики тромбов у пациентов, перенесших эндопротезирование тазобедренного или полную замену коленного сустава операции. Одобрения для больных с фибрилляцией предсердий риск инсульта пришел в октябре 2010 года.
В США пищевых продуктов и медикаментов (FDA) одобрила Этексилат 19 октября 2010 года, для профилактики инсульта у пациентов с неклапанной фибрилляцией предсердий. , хотя и с некоторыми ограничениями.
.
В мае 2014 года Управление сообщило о результатах крупного исследования дабигатрана в сравнении с варфарином у 134,000 пациентов. Агентство пришло к выводу, что дабигатран связан с более низким риском общей смертности, ишемического инсульта и кровоизлияния в мозг, чем варфарин. Желудочно-кишечные кровотечения были более распространены у пациентов, получавших дабигатран, чем у пациентов, получавших варфарин. Риск сердечного приступа был похож между двумя препаратами. Агентство подтвердило свое мнение о том, что дабигатран в целом выгоден.
26 июля 2014 года британский медицинский журнал опубликовал серию расследований, которые обвиняют компанию Берингер в сокрытии важной информации о необходимости проведения мониторинга для защиты пациентов от тяжелых кровотечений, особенно у пожилых людей.

## Исследования
В августе 2015 г. исследование показало, что препарат Идаруцизумаб может блокировать антикоагулянтный эффект дабигатрана в течение нескольких минут. Идаруцизумаб был утвержден в октябре 2015 года.